# Daviscupový tým Brazílie
Daviscupový tým Brazílie reprezentuje Brazílii v Davisově poháru od roku 1932 pod vedením národního tenisového svazu Confederação Brasileira de Tênis.
Nejlepším výsledkem družstva je účast v mezipásmových finále 1966 a 1971. Ve formátu šestnáctičlenné Světové skupiny, hraném mezi roky 1981–2018, se tým probojoval do semifinále v letech 1999 a 2002. Ze stavu 0:2 na zápasy dokázal celek otočit jediné mezistátní utkání, když v barcelonském čtvrtfinále evropské zóny A Davis Cupu 1966 přehrál Španělsko vedené Manuelem Santanou.
Týmovým statistikám vévodí bývalý dvanáctý hráč světa Thomaz Koch, jenž zaznamenal nejvyšší počet 74 vyhraných zápasů, 46 vítězných dvouher, 28 čtyřher a 44 odehraných mezistátních utkání v 16 sezónách.
V Davis Cupu 2013 se Brazílie po devítileté absenci vrátila do nejvyšší světové úrovně. V prvním kole však podlehla Spojeným státům 2:3 na zápasy. V téže fázi Světové skupiny 2015 ji vyřadila Argentina. V nově zavedeném kvalifikačním kole Davis Cupu 2019 ji vyřadila Belgie a v navazující I. skupině Americké zóny porazila Barbados.

## Složení týmu 2019
- Thiago Monteiro
- Bruno Soares
- Marcelo Melo
- Rogério Dutra da Silva
- João Menezes

## Přehled utkání

### Nejlepší výsledek ve Světové skupině
| Rok  | fáze        | datum              | dějiště        | soupeř    | výsledek | stav   |
| ---- | ----------- | ------------------ | -------------- | --------- | -------- | ------ |
| 1992 | 1. kolo     | 2. – 4. února      | Rio de Janeiro | Německo   | 3–1      | výhra  |
| 1992 | čtvrtfinále | 29. – 31. března   | Maceio         | Itálie    | 3–1      | výhra  |
| 1992 | semifinále  | 27. – 29. září     | Ženeva         | Švýcarsko | 0–5      | prohra |
| 2000 | 1. kolo     | 6. – 8. února      | Florianópolis  | Francie   | 4–1      | výhra  |
| 2000 | čtvrtfinále | 9. – 11. dubna     | Rio de Janeiro | Slovensko | 3–2      | výhra  |
| 2000 | semifinále  | 16. – 18. července | Brisbane       | Austrálie | 0–5      | prohra |